# Hospital da Condesa

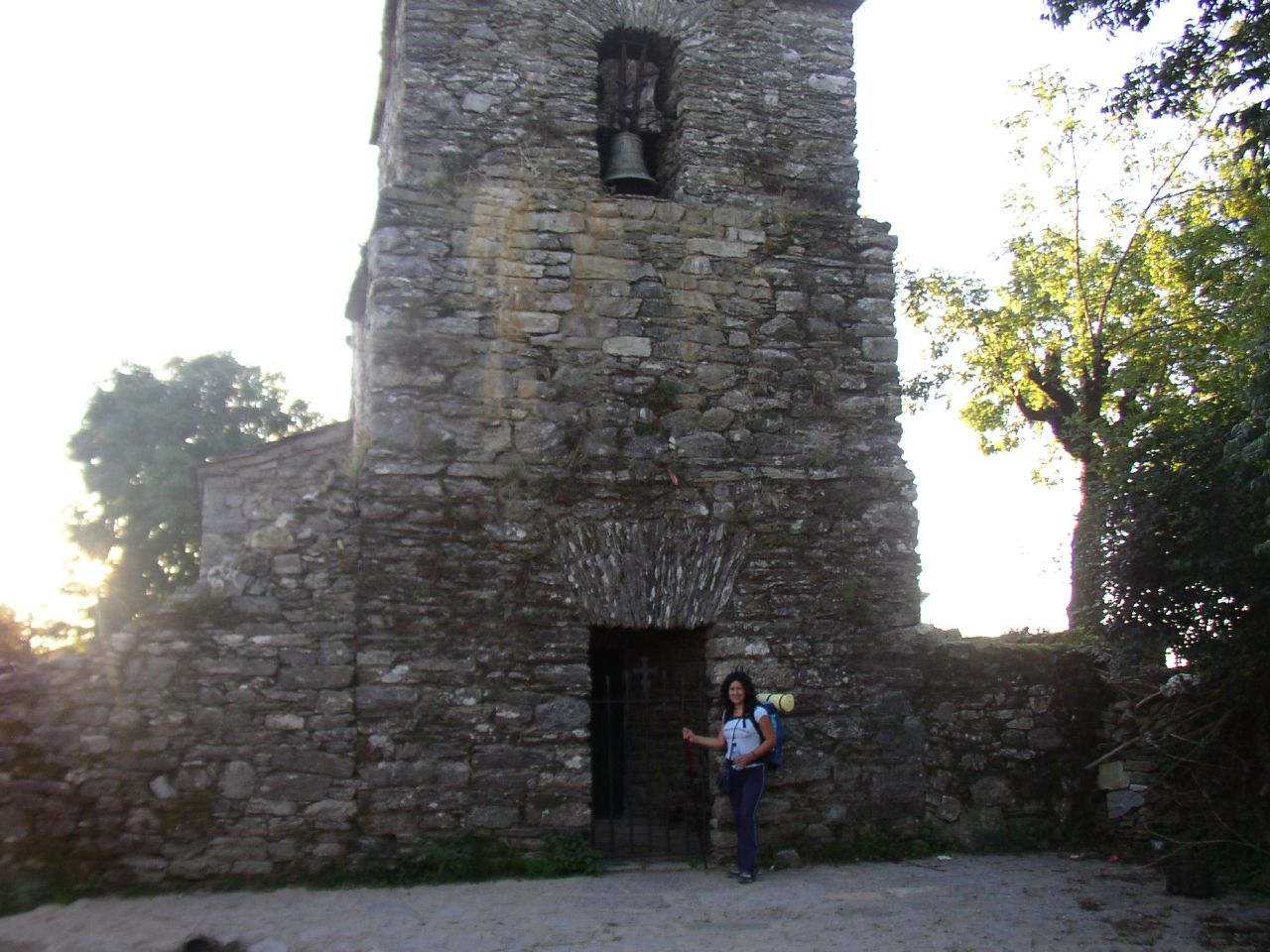
Kirche San Xoán

Hospital da Condesa ist ein Ort am Jakobsweg in der Provinz Lugo der Autonomen Gemeinschaft Galicien, er gehört zu Pedrafita do Cebreiro.
Der Ortsname bezieht sich einerseits auf das im 9. Jahrhundert gegründete Pilgerhospiz, andererseits auf die Gründerin, Doña Egilo, Frau des Grafen Gatón. Die Pfarrkirche San Xoán ist ein einschiffiger gedrungener Bau aus Feldsteinen, wie er mit Santo Estevo auch im nahegelegenen Liñares und anderen Dörfern der Gegend zu finden ist.